# Norfolk Admirals
Norfolk Admirals byl profesionální americký klub ledního hokeje, který sídlil v Norfolku ve státě Virginie. Své domácí zápasy hráli "Admirálové" v tamní aréně Norfolk Scope. Klub byl založen v roce 2000, AHL se tehdy do města vrátila po 22 letech. Klubové barvy byly modrá, červená, bílá a zlatá.
Klub rozšířil soutěž v roce 2000/01, již o rok později se do soutěže ze zaniklé IHL přesunul klub Milwaukee Admirals, takže od té doby působila v lize dvojice klubů se stejným názvem. Největší rivalové Norfolku byly geograficky pensylvánské kluby Hershey Bears a Wilkes-Barre/Scranton Penguins. Za velkého rivala však byly považováni i Worcester Sharks, protože kluby spolu svedly několik utkání plných šarvátek. Admirálové měli dva maskoty - psa Saltyho a křížence psa a hrálíka Hat-Tricka. Klub byl v letech 2007-2012 záložním celkem klubu NHL Tampa Bay Lightning, předtím byl rezervou týmu Chicago Blackhawks. Od roku 2012 byl až do zániku farmou Anaheim Ducks.
Klub v play off za patnáct let existence pouze třikrát přešel první kolo. V základní části 2011/12 vytvořil rekord AHL v počtu po sobě vyhraných utkání v základní části, v následném play off získal Calderův pohár pro vítěze soutěže. Rekordní šňůra vítězství v základní části nakonec čítá 28 utkání ze závěru ročníku 2011/12 a čtyři úvodní zápasy sezony 2012/13. Klub byl majetkem společnosti Ken Young and Tides Baseball, LP.
V ročníku 2015/16 bude klub v AHL nahrazen celkem San Diego Gulls. Název Norfolk Admirals bude zachován, protože stejnojmenný nový klub bude od zmíněné sezony působit v ECHL.

## Úspěchy klubu
- Vítěz AHL - 1x (2011/12)
- Vítěz základní části - 1x (2011/12)
- Vítěz konference - 1x (2011/12)
- Vítěz divize - 3x (2001/02, 2002/03, 2011/12)

## Výsledky

### Základní část
Zdroj: 
| Sezona  | Zápasy | Výhry | Prohry | Remízy | Prohry(pr.) | Prohry(s.n.) | Body | Góly vstřelené | Góly inkasované | Umístění v divizi |
| ------- | ------ | ----- | ------ | ------ | ----------- | ------------ | ---- | -------------- | --------------- | ----------------- |
| 2000/01 | 80     | 36    | 26     | 13     | 5           | —            | 90   | 241            | 208             | 3. v Jižní        |
| 2001/02 | 80     | 38    | 26     | 12     | 4           | —            | 92   | 222            | 205             | 1. v Jižní        |
| 2002/03 | 80     | 37    | 26     | 12     | 5           | —            | 91   | 201            | 187             | 1. v Jižní        |
| 2003/04 | 80     | 35    | 36     | 4      | 5           | —            | 79   | 172            | 187             | 5. ve Východní    |
| 2004/05 | 80     | 43    | 30     | —      | 6           | 1            | 93   | 200            | 188             | 3. ve Východní    |
| 2005/06 | 80     | 43    | 29     | —      | 4           | 4            | 94   | 259            | 246             | 3. ve Východní    |
| 2006/07 | 80     | 50    | 22     | —      | 6           | 2            | 108  | 301            | 257             | 3. ve Východní    |
| 2007/08 | 80     | 29    | 44     | —      | 2           | 5            | 65   | 213            | 267             | 7. ve Východní    |
| 2008/09 | 80     | 33    | 38     | —      | 4           | 5            | 75   | 236            | 269             | 6. ve Východní    |
| 2009/10 | 80     | 39    | 35     | —      | 3           | 3            | 84   | 208            | 214             | 4. ve Východní    |
| 2010/11 | 80     | 39    | 26     | —      | 9           | 6            | 93   | 265            | 230             | 4. ve Východní    |
| 2011/12 | 76     | 55    | 18     | —      | 1           | 2            | 113  | 273            | 180             | 1. ve Východní    |
| 2012/13 | 76     | 37    | 34     | —      | 4           | 1            | 79   | 188            | 207             | 5. ve Východní    |
| 2013/14 | 76     | 40    | 26     | —      | 3           | 7            | 90   | 201            | 192             | 3. ve Východní    |
| 2014/15 | 76     | 27    | 39     | —      | 6           | 4            | 64   | 168            | 219             | 5. ve Východní    |

### Play-off

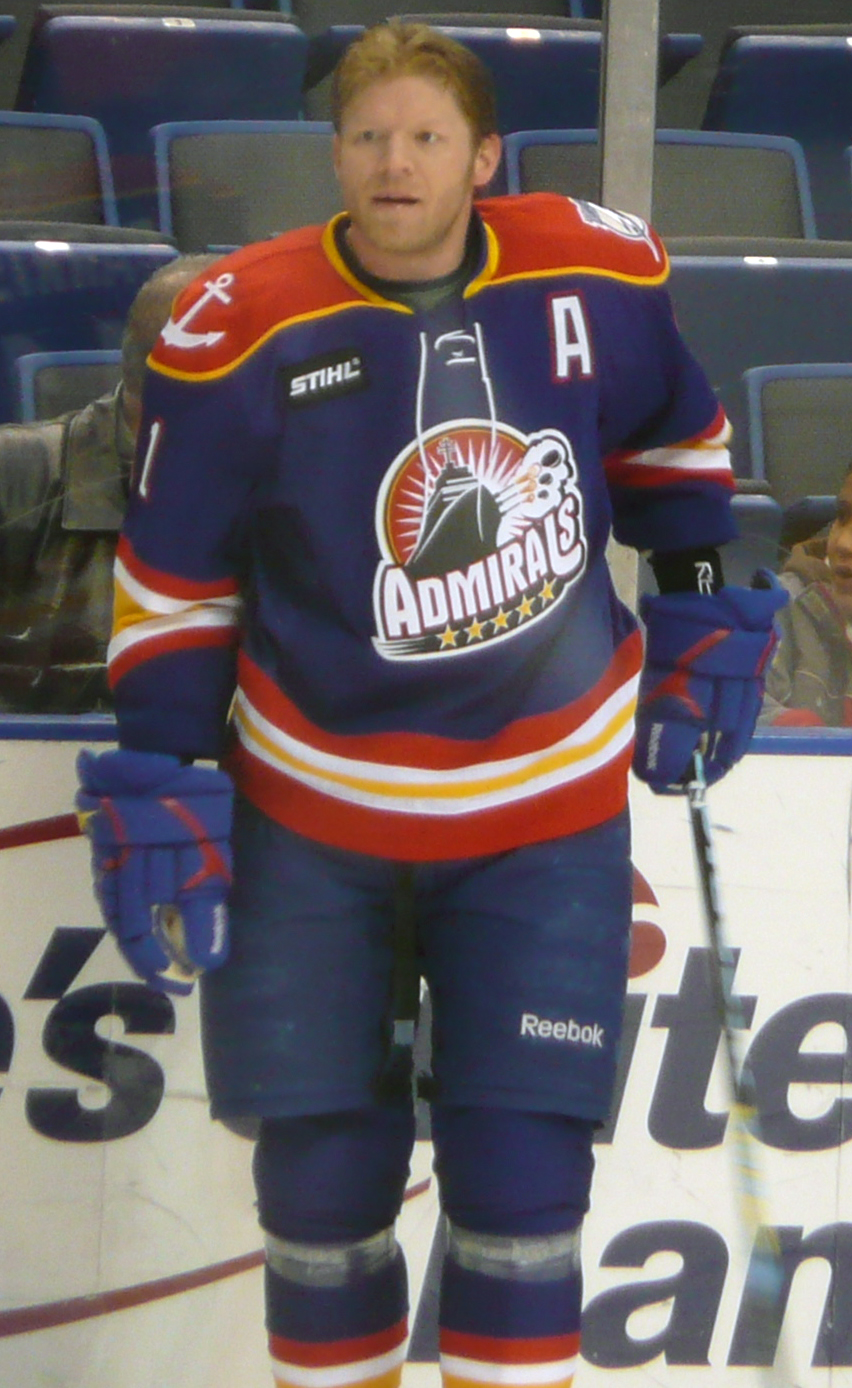
V sezoně 2009/10 oblékal dres Admirals i zkušený americký hokejista Mark Parrish

Zdroj: 
| Sezona  | předkolo                   | 1. kolo                    | 2. kolo                    | Finále konference          | Finále Calderův poháru     |
| ------- | -------------------------- | -------------------------- | -------------------------- | -------------------------- | -------------------------- |
| 2000/01 | —                          | postup, 3–1, Cincinnati    | porážka, 1–4, Hershey      | —                          | —                          |
| 2001/02 | —                          | porážka, 1–3, Hershey      | —                          | —                          | —                          |
| 2002/03 | —                          | postup, 3–0, San Antonio   | porážka, 2–4, Houston      | —                          | —                          |
| 2003/04 | postup, 2–0, Binghamton    | porážka, 2–4, Philadelphia | —                          | —                          | —                          |
| 2004/05 | —                          | porážka, 2–4, Philadelphia | —                          | —                          | —                          |
| 2005/06 | —                          | porážka, 0–4, Hershey      | —                          | —                          | —                          |
| 2006/07 | —                          | porážka, 2–4, Wilkes-Barre | —                          | —                          | —                          |
| 2007/08 | mužstvo se nekvalifikovalo | mužstvo se nekvalifikovalo | mužstvo se nekvalifikovalo | mužstvo se nekvalifikovalo | mužstvo se nekvalifikovalo |
| 2008/09 | mužstvo se nekvalifikovalo | mužstvo se nekvalifikovalo | mužstvo se nekvalifikovalo | mužstvo se nekvalifikovalo | mužstvo se nekvalifikovalo |
| 2009/10 | mužstvo se nekvalifikovalo | mužstvo se nekvalifikovalo | mužstvo se nekvalifikovalo | mužstvo se nekvalifikovalo | mužstvo se nekvalifikovalo |
| 2010/11 | —                          | porážka, 2–4, Wilkes-Barre | —                          | —                          | —                          |
| 2011/12 | —                          | postup, 3–1, Manchester    | postup, 4–2, Connecticut   | postup, 4–0, St. John's    | Vítěz AHL, 4–0, Toronto    |
| 2012/13 | mužstvo se nekvalifikovalo | mužstvo se nekvalifikovalo | mužstvo se nekvalifikovalo | mužstvo se nekvalifikovalo | mužstvo se nekvalifikovalo |
| 2013/14 | —                          | postup, 3–1, Manchester    | porážka, 2-4, St. John's   | —                          | —                          |
| 2014/15 | mužstvo se nekvalifikovalo | mužstvo se nekvalifikovalo | mužstvo se nekvalifikovalo | mužstvo se nekvalifikovalo | mužstvo se nekvalifikovalo |

## Klubové rekordy

### Za sezonu
Góly: 41, Troy Brouwer (2006/07)
Asistence: 72, Martin St. Pierre (2006/07)
Body:99, Martin St. Pierre (2006/07)
Trestné minuty: 299, Zack Stortini (2013/14)
Vychytaná vítězství: 38 Corey Crawford (2006/07)
Průměr obdržených branek: 1.94, Craig Anderson (2002/03)
Procento úspěšnosti zákroků: .923, Craig Anderson (2002/03)

### Celkové
Góly: 81, Brandon Bochenski
Asistence: 141, Marty Wilford
Body: 185, Blair Jones
Trestné minuty: 1198, Shawn Thornton
Čistá konta: 18, Michael Leighton
Vychytaná vítězství: 80, Dustin Tokarski
Odehrané zápasy: 409, Ajay Baines